# Atletisme als Jocs Olímpics d'estiu de 2012 – Salt de llargada masculí
La prova del salt de llargada masculí dels Jocs Olímpics de Londres del 2012 es va disputar entre el 3 i el 4 d'agost a l'Estadi Olímpic de Londres.
Sols dos atletes aconsegueixen superar la mínima necessària per passar a la final, Mauro Vinicius da Silva i Marquise Goodwin, havent-se de repescar 10 saltadors més.
En la final Greg Rutherford fou el vencedor amb un millor salt de 8m 31cm. Mitchell Watt fou segon i Will Claye tercer.

## Rècords
Abans de la prova els rècords del món i olímpic existents eren els següents:
| Rècord del món | Mike Powell (USA) | 8.95 m | Tòquio, Japó           | 30 d'agost de 1991   |
| Rècord olímpic | Bob Beamon (USA)  | 8.90 m | Ciutat de Mèxic, Mèxic | 18 d'octubre de 1968 |

## Horaris
Tots els horaris són segons l'horari britànic (UTC+1)
| Data                         | Hora  | Ronda  |
| ---------------------------- | ----- | ------ |
| Divendres, 3 d'agost de 2012 | 19:50 | Sèries |
| Dissabte, 4 d'agost de 2012  | 19:55 | Final  |

## Medallistes
| Or                    | Plata               | Bronze           |
| Greg Rutherford (GBR) | Mitchell Watt (AUS) | Will Claye (USA) |

## Resultats

### Qualificació
Es demana 8m 10cm (Q) per passar a la final o bé els 12 millors saltadors (q).
| Posició | Grup | Atleta                          | #1   | #2   | #3   | Resultat | Notes |
| ------- | ---- | ------------------------------- | ---- | ---- | ---- | -------- | ----- |
| 1       | B    | Mauro Vinicius da Silva (BRA)   | 8.07 | 8.11 |      | 8.11     | Q     |
| 2       | A    | Marquise Goodwin (USA)          | 8.11 |      |      | 8.11     | Q     |
| 3       | A    | Aleksandr Menkov (RUS)          | 7.87 | x    | 8.09 | 8.09     | q     |
| 4       | A    | Greg Rutherford (GBR)           | 8.08 | 8.06 |      | 8.08     | q     |
| 5       | B    | Christopher Tomlinson (GBR)     | 7.62 | 8.06 |      | 8.06     | q     |
| 6       | A    | Michel Tornéus (SWE)            | 8.03 | 7.49 |      | 8.03     | q     |
| 7       | A    | Godfrey Khotso Mokoena (RSA)    | x    | 7.81 | 8.02 | 8.02     | q     |
| 8       | A    | Will Claye (USA)                | 7.99 | x    | 7.86 | 7.99     | q     |
| 9       | B    | Mitchell Watt (AUS)             | x    | 7.99 |      | 7.99     | q     |
| 10      | A    | Tyrone Smith (BER)              | 7.73 | 7.75 | 7.97 | 7.97     | q, SB |
| 11      | A    | Henry Frayne (AUS)              | 7.82 | x    | 7.95 | 7.95     | q     |
| 12      | B    | Sebastian Bayer (GER)           | 7.92 | 7.88 | 3.96 | 7.92     | q     |
| 13      | A    | Christian Reif (GER)            | 7.81 | x    | 7.92 | 7.92     |       |
| 14      | A    | Eusebio Cáceres (ESP)           | 7.25 | 7.92 | 6.95 | 7.92     |       |
| 15      | B    | Aleksandr Petrov (RUS)          | 7.67 | 7.57 | 7.89 | 7.89     |       |
| 16      | B    | Sergey Morgunov (RUS)           | x    | 7.87 | x    | 7.87     |       |
| 17      | A    | Mohammad Arzandeh (IRN)         | 7.77 | 7.75 | 7.84 | 7.84     |       |
| 18      | B    | Ignisious Gaisah (GHA)          | 7.72 | 7.79 | 7.50 | 7.79     |       |
| 19      | A    | Damar Forbes (JAM)              | 7.79 | x    | 7.48 | 7.79     |       |
| 20      | B    | Li Jinzhe (CHN)                 | 7.59 | 7.67 | 7.77 | 7.77     |       |
| 21      | B    | Raymond Higgs (BAH)             | x    | 7.76 | x    | 7.76     |       |
| 22      | A    | Alyn Camara (GER)               | 7.72 | x    | 7.69 | 7.72     |       |
| 23      | A    | Salim Sdiri (FRA)               | 7.71 | 7.58 | 5.75 | 7.71     |       |
| 24      | B    | Ndiss Kaba Badji (SEN)          | 7.66 | x    | 7.64 | 7.66     |       |
| 25      | B    | Arsen Sargsyan (ARM)            | 7.38 | 7.62 | 7.60 | 7.62     |       |
| 26      | B    | Povilas Mykolaitis (LTU)        | x    | x    | 7.61 | 7.61     |       |
| 27      | B    | Stanley Gbagbeke (NGR)          | x    | 5.71 | 7.59 | 7.59     |       |
| 28      | B    | Marcos Chuva (POR)              | x    | 7.55 | 7.06 | 7.55     |       |
| 29      | A    | Loúis Tsátoumas (GRE)           | 7.53 | 7.48 | x    | 7.53     |       |
| 30      | A    | Štepán Wagner (CZE)             | 7.39 | 7.50 | 7.47 | 7.50     |       |
| 31      | B    | Viktor Kuznyetsov (UKR)         | 7.43 | x    | 7.50 | 7.50     |       |
| 32      | B    | Luis Rivera (MEX)               | 7.42 | x    | 7.29 | 7.42     |       |
| 33      | A    | Lin Ching-Hsuan (TPE)           | 7.38 | 7.35 | x    | 7.38     |       |
| 34      | A    | Supanara Sukhasvasti (THA)      | 7.38 | x    | 7.35 | 7.38     |       |
| 35      | A    | Boleslav Skhirtladze (GEO)      | 7.26 | 6.95 | 6.90 | 7.26     |       |
| 36      | A    | Zhang Xiaoyi (CHN)              | 7.25 | x    | x    | 7.25     |       |
| 37      | B    | Mohamed Fathalla Difallah (EGY) | x    | 7.08 | x    | 7.08     |       |
| 38      | B    | Roman Novotný (CZE)             | x    | 6.96 | x    | 6.96     |       |
| 39      | B    | George Kitchens (USA)           | x    | x    | 6.84 | 6.84     |       |
| 40      | A    | Vardan Pahlevanyan (ARM)        | x    | 6.55 | x    | 6.55     |       |
| N/D     | B    | Luis Felipe Méliz (ESP)         | x    |      |      | NM       |       |
| N/D     | B    | Irving Saladino (PAN)           | x    | x    | x    | NM       |       |

NM - sense marca

### Final
| Posició | Atleta                        | 1    | 2    | 3    | 4    | 5    | 6    | Resultat | Notes |
| ------- | ----------------------------- | ---- | ---- | ---- | ---- | ---- | ---- | -------- | ----- |
| Or      | Greg Rutherford (GBR)         | 6.28 | 8.21 | 8.14 | 8.31 | x    | 6.33 | 8.31     |       |
| Argent  | Mitchell Watt (AUS)           | x    | 7.97 | x    | x    | 8.13 | 8.16 | 8.16     |       |
| Bronze  | Will Claye (USA)              | 7.98 | 8.07 | 7.93 | 8.12 | 7.96 | x    | 8.12     |       |
| 4       | Michel Torneus (SWE)          | 7.63 | 7.80 | 8.07 | 8.11 | 8.07 | 7.98 | 8.11     |       |
| 5       | Sebastian Bayer (GER)         | 7.87 | x    | 7.96 | 8.10 | 7.96 | 7.98 | 8.10     |       |
| 6       | Christopher Tomlinson (GBR)   | 8.06 | 7.87 | 7.83 | 8.07 | 7.74 | 7.76 | 8.07     |       |
| 7       | Mauro Vinicius da Silva (BRA) | x    | x    | 7.96 | 8.01 | x    | x    | 8.01     |       |
| 8       | Godfrey Khotso Mokoena (RSA)  | 7.93 | x    | 7.62 | x    | x    | x    | 7.93     |       |
| 9       | Henry Frayne (AUS)            | 7.85 | x    | 7.63 |      |      |      | 7.85     |       |
| 10      | Marquise Goodwin (USA)        | x    | 7.80 | 7.76 |      |      |      | 7.80     |       |
| 11      | Aleksandr Menkov (RUS)        | x    | x    | 7.78 |      |      |      | 7.78     |       |
| 12      | Tyrone Smith (BER)            | 7.70 | x    | x    |      |      |      | 7.70     |       |